# Frederick Barnes
Frederick Barnes est le septième épisode de la première saison de la série policière américaine Blacklist, diffusé aux États-Unis sur NBC le 4 novembre 2013.

## Résumé
Après une attaque chimique dans un métro, Elizabeth et le FBI recherchent l'homme responsable. Elizabeth demande à contrecœur l'aide de Red pour trouver la personne suivante sur la liste noire, le brillant scientifique Frederick Barnes (Robert Sean Leonard). Barnes a répandu une maladie mortelle, mais très rare, afin que l'industrie pharmaceutique la trouve suffisamment importante pour financer ses recherches et pour trouver quelqu'un immunisé qui lui permette de produire un antidote pour son fils. Barnes réussit à produire un antidote potentiel, mais Liz le tue pour l'empêcher de l'injecter dans son fils. Pendant ce temps, Elizabeth ne veut rien avoir à faire avec Red, en dehors du travail, après qu'il a de nouveau impliqué Tom, et essaie d'empêcher Red de s'immiscer dans sa vie personnelle. Red montre un grand intérêt pour une maison qui est à vendre. Il l'achète, dit à ses gardes du corps qu'il y a élevé sa famille, et pour "oublier ce qui s'est passé ici", il la fait exploser.

## Réception

### Audiences
Frederick Barnes est diffusé sur NBC le 4 novembre 2013 à 22h. L'épisode a obtenu une note de 2,9/8 à l'échelle de Nielsen avec 10,34 millions de téléspectateurs, ce qui en fait le deuxième show le plus regardé dans son créneau horaire derrière la série d'ABC Castle, qui a rassemblé 10,87 millions de téléspectateurs.  Frederick Barnes est également la onzième émission de télévision la plus regardée de la semaine. Avec les audiences via les enregistrements numériques (DVR), l'épisode totalise 6,589 millions de téléspectateurs en Live+7, portant le cumul à 16,925 millions de téléspectateurs.
Diffusé en France à 20h55 le 10 septembre 2014 sur TF1, Frederick Barnes enregistre 6,30 millions de téléspectateurs, soit un taux d'audience de 25,7%.

### Accueil critique
Jason Evans du Wall Street Journal a pensé que l'épisode était « décent ». Il a recommandé le représentation de Barnes par Robert Sean Leonard, mais a estimé que son personnage « n'était pas tout ce qui important à l'histoire globale du spectacle ». Evans a également critiqué les effets spéciaux de la maison explosant à la fin de l'épisode, les trouvant « ringard ».
Ross Bonaime de Paste a donné à Frederick Barnes un 6.7/10. Il a apprécié que le show ait fait des personnages comme Raymond Reddington qui « ont une nature multicouche qui les rend plus sympathiques ». Cependant, il pense que la série n'a pas pris assez de temps pour construire le personnage, déclarant : « Nous sommes environ un tiers fait avec la première saison, et nous ne savons presque rien de n'importe lequel de ces personnages. En ce point, le plus que nous savons du passé d'Elizabeth est que son père l'a abandonnée comme un enfant, elle et son mari sont allés en vacances au même moment et comme une personne qui est morte et qu'ils ont appelé leur lampe IKEA Ike ».